# Кульчицкий, Станислав Владиславович
Станисла́в Владисла́вович Кульчи́цкий (род. 10 января 1937, Одесса, УССР, СССР) — советский и украинский историк. Кандидат экономических наук, доктор исторических наук, профессор. Заместитель директора по научной работе Института истории Украины Национальной академии наук Украины. Автор многочисленных работ по истории Украины XIX—XX столетий.

## Биография
Окончил исторический факультет Одесского университета имени И. И. Мечникова и аспирантуру Института экономики АН УССР.
В 1963 году в Отделении общественных наук АН УССР под научным руководством доктора экономических наук, профессора Д. Ф. Верника защитил диссертацию на соискание учёной степени кандидата экономических наук по теме «Развитие железнодорожного транспорта дореволюционной Украины».
В 1976 году в Институте истории АН СССР защитил диссертацию на соискание учёной степени доктора исторических наук по теме «Мобилизация финансовых ресурсов для социалистической индустриализации СССР, 1926—1937 гг.» (специальность 07.00.02 — История СССР). По другим данным тема докторской диссертации — «Внутренние ресурсы социалистической индустриализации СССР (1926—1937 гг.)» (научный консультант — доктор исторических наук, профессор П. П. Гудзенко)
В 1986 году присвоено учёное звание профессора. 
Работает в Национальной академии наук Украины с 1960 года. Заведующий отделом социалистического строительства Института истории УССР (1976, с 1991 — отдел истории Украины 20 — 30-х гг. XX ст. Института истории Украины).

## Научная деятельность
Состоял в КПСС более тридцати лет (1960—1991). Защитил докторскую диссертацию и издал монографию под названием «Внутренние ресурсы социалистической индустриализации (1926—1937 гг.)». В советское время сделал успешную карьеру на работах о периоде индустриализации и опровержении теории о сознательно устроенном голоде. В 1988 году КПУ поручила Кульчицкому возглавить секретную комиссию по расследованию этого голода. Комиссия была создана как ответный шаг на появившиеся публикации исследовательской комиссии при Конгрессе США под началом Джеймса Мейса, из которых следовало, что голод имел искусственное происхождение и был вызван политикой, проводимой большевистской партией. В вышедшей в результате работы комиссии работе «1933: трагедия голода», опубликованной в марте 1988 года в «Украинском историческом журнале», Кульчицкий писал, что представление об организованном голоде на Украине не только глубоко ошибочное, но и «иррациональное», то есть антинаучное. Что хотя с продуктами питания в 1932—1933 годах были серьёзные проблемы, но усилиями властей смертность от голода была минимизирована. Выводы комиссии снимали с правящей коммунистической партии обвинения в организации голода. До самого краха Советского Союза — до 1991 года — был членом идеологической комиссии при ЦК Коммунистической партии Украины.
После 1991 года полностью изменил направление своих историко-идеологических разработок. Руководитель рабочей группы историков при Правительственной комиссии по изучению деятельности ОУН-УПА. Современные работы С. В. Кульчицкого преимущественно посвящены попыткам обоснования героизации и реабилитации ОУН-УПА и теории о «голодоморе-геноциде украинского народа». (например)
Научная школа — 27 кандидатов и 14 докторов исторических наук. Более 1,5 тыс. публикаций, в том числе 42 книги, более 70 разделов в коллективных монографиях, более 500 статей в газетах. Автор книг, учебников, монографий для высшей и средней школы Украины.

## Критика
Что касается Станислава Кульчицкого, то мне он представляется трагической личностью в науке, не нашедшей себя ни в какой исторической специальности. До развала СССР он прославлял коллективизацию и индустриализацию, писал на эту тему диссертации. После развала Союза переключился на так называемые белые пятна в истории — то, что в советское время замалчивалось. Но, изучая эти темы, он стал всеядным: пишет даже о Киевской Руси, хотя серьёзно этой темой никогда не занимался. Стал иронизировать над теорией Руси — колыбели трёх восточнославянских народов, хотя тут не над чем иронизировать, поскольку это святая правда. Теперь занялся голодомором, проклиная сталинский режим, хотя голодомор происходил в период тех самых коллективизации и индустриализации, за которые Станислав Владиславович получил и кандидата, и доктора исторических наук. Теперь это всё он раскручивает в обратную сторону.П. П. Толочко
Историк-славист Джон-Пол Химка характеризовал Кульчицкого как отличного историка, чувствующего политическую конъюнктуру и обслуживающего политический заказ: «Кульчицкий облачает в академическую оболочку вожделения и стремления власть имущих».

## Награды
- Орден «За заслуги» II степени.
- Орден «За заслуги» III степени.
- Кавалер ордена Заслуг перед Республикой Польша (2009).
- Заслуженный деятель науки и техники Украины (1996).
- Лауреат Государственной премии Украины в области науки и техники (2001).
- Премия фонда Антоновичей (2011).

## Работы
- 1933: трагедия голода.
- Внутренние ресурсы социалистической индустриализации СССР (1926—1937).
- Демографические последствия голода 1933 г. на Украине
- История отечественного государства и права.
- История Украинской ССР.
- Киев древний и современный.
- Коммунизм на Украине: первое десятилетие (1919—1928).
- Ленин и украинская государственность.
- Мобилизация финансовых ресурсов для социалистической индустриализации СССР (1926—1937 гг.).
- Основные периоды истории Киева.
- Партия Ленина — сила народная. Киев, «Радянська школа», 1981. 113 с.
- Положение детей на Украине в 1931—1933 гг.
- Развитие железнодорожного транспорта на Украине в дореволюционный период.
- Руководящие органы Центрального Комитета КПСС.
- Русская революция 1917 года: новый взгляд
- Становление основ социалистического уклада жизни крестьянства УССР.
- Украина между двумя войнами: годы 1921—1939.
- Участие рабочих Украины в создании фонда социалистической индустриализации.
- Цена «великого перелома».